# Beloveža
Beloveža (ungarisch Bélavézse – bis 1907 Belovezsa) ist eine Gemeinde im Osten der Slowakei mit 789 Einwohnern (Stand 31. Dezember 2024). Sie gehört zum Okres Bardejov, einem Kreis des Prešovský kraj und wird zur traditionellen Landschaft Šariš gezählt.

## Geographie

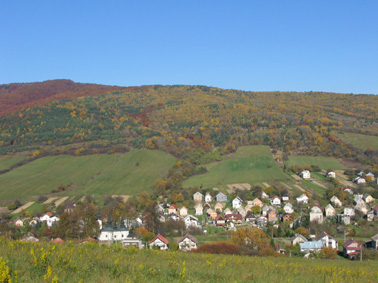
Blick auf den Ort und umliegende Landschaft

Die Gemeinde befindet sich in den Niederen Beskiden in einem Tal eines Nebenflusses der Topľa. Das Ortszentrum liegt auf einer Höhe von 295 m n.m. und ist neun Kilometer von Bardejov entfernt.
Nachbargemeinden sind Andrejová und Šarišské Čierne im Norden, Hažlín im Osten, Hrabovec und Komárov im Süden und Bardejov (Stadtteil Bardejovská Nová Ves) im Westen.

## Geschichte

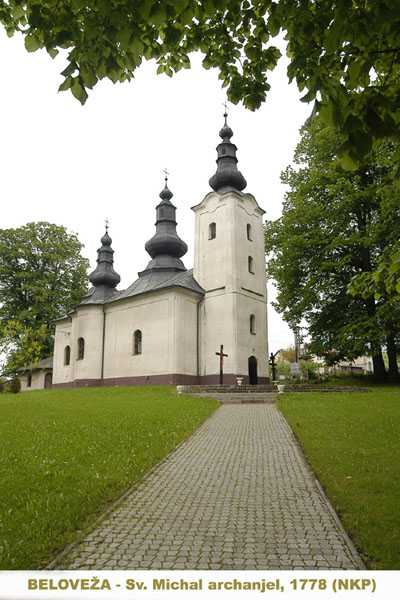
Erzengel-Michael-Kirche

Beloveža wurde auf dem Gebiet des mittelalterlichen Herrschaftsguts der Burg Makovica gegründet; die erste schriftliche Überlieferung stammt aus dem Jahr 1355 (als Belawese). Am wahrscheinlichsten ist der Name von den Wörtern biela (= weiß, f.) und veža (= Turm) abgeleitet. Andere historische Namen sind Belowesa (1492), Bellowecscha (1736) und Belovezsa (1808). 1427 sind im Dorf 52 Porta verzeichnet, gegen Ende des 15. Jahrhunderts wurde es von einem polnischen Heer verwüstet.
1787 zählte man 75 Häuser und 452 Einwohner und 1828 79 Häuser und 585 Einwohner, die insbesondere als Korbmacher bekannt waren.
Bis 1918 gehörte der im Komitat Scharosch liegende Ort zum Königreich Ungarn und kam danach zur Tschechoslowakei beziehungsweise heute Slowakei.

## Bevölkerung
| Jahr                | 1994 | 2004    | 2014    | 2024    |
| ------------------- | ---- | ------- | ------- | ------- |
| Anzahl der Personen | 827  | 797     | 807     | 789     |
| Unterschied         |      | −3,62 % | +1,25 % | −2,23 % |

| Jahr                | 2023 | 2024    |
| ------------------- | ---- | ------- |
| Anzahl der Personen | 781  | 789     |
| Unterschied         |      | +1,02 % |

Gemäß der Volkszählung 2011 wohnten in Beloveža 829 Einwohner, davon 614 Slowaken, 198 Russinen, vier Ukrainer, drei Tschechen und ein Roma. Neun Einwohner machten diesbezüglich keine Angabe. 706 Einwohner gehörten zur griechisch-katholischen Kirche, 87 Einwohner zur römisch-katholischen Kirche, 17 Einwohner zur evangelischen Kirche A. B., vier Einwohner zur orthodoxen Kirche und ein Einwohner zur evangelisch-methodistischen Kirche. Vier Einwohner waren konfessionslos und bei zehn Einwohnern wurde die Konfession nicht ermittelt.
Ergebnisse der Volkszählung 2001 (802 Einwohner):
| Nach Ethnie: - 87,66 % Slowaken - 10,22 % Russinen - 1,87 % Ukrainer - 0,12 % Tschechen | Nach Konfession: - 89,03 % griechisch-katholisch - 8,73 % römisch-katholisch - 0,87 % evangelisch - 0,50 % keine Angabe - 0,25 % konfessionslos - 0,12 % orthodox |

## Bauwerke
- griechisch-katholische Erzengel-Michael-Kirche im klassizistischen Stil aus dem Jahr 1778